# Nulka

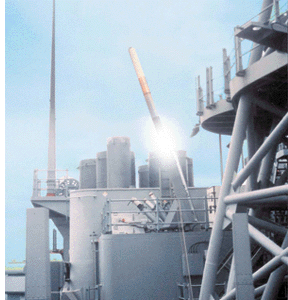
Пуск ракеты Nulka

Nulka (/ˈnʌlkɑː/ чит. «На́лка») — разработанная в Австралии ракета для постановки активных помех. Производится совместно Австралией и США. Применяется на кораблях ВМС США, ВМС Австралии, Береговой охраны США и ВМС Канады. Предназначена для отвлечения систем самонаведения противокорабельных ракет. Уникальной особенностью ракеты является её зависание в воздухе после пуска. Концепция зависающей ракеты была предложена в Австралии Организацией оборонной науки и техники Австралии (DSTO), разработкой, а затем производством ракеты занималась компания AWA Defence Industries (AWADI, ныне BAE Systems Australia) совместно с Sippican, отвечавшей за электронную полезную нагрузку.

## Этимология
Слово «Налка» в переводе с одного из языков австралийских аборигенов означает «будь быстрым».

## Устройство
Nulka представляет собой ракету с пороховым реактивным двигателем, помещённую в герметичный запечатанный пусковой контейнер. Пуск ракет с кораблей осуществляется из пускового модуля (Launcher module).

## Производство и эксплуатация
По состоянию на октябрь 2010 года ракетами были вооружены 120 австралийских, канадских и американских кораблей. Произведено более 1000 единиц боеприпасов. Предполагается установка ракет на авианосцах типа «Нимиц» и перспективных эсминцах ВМС Австралии. Ракета представляет собой главную статью австралийского экспорта вооружений.

## Операторы
- Австралия
- Канада
- США